# 生命のワルツ
「生命のワルツ」（せいめいのワルツ）は、日本のロックバンド、9mm Parabellum Bulletの6枚目のシングル。2014年12月10日にEMI RECORDSから発売された。

## 概要
2014年の夏フェスから演奏され、2014年9月10日に配信にて先行リリースされた表題曲に加え、2014年2月の武道館公演で初披露された『オマツリサワギニ』『EQ』を加えた、3曲を収録したシングル。完全生産限定Special Editionには【カオスの百年 vol.10】のライブ映像が収録されたDVDが付属している。

## 収録内容

### CD
- 収録曲は通常盤/完全生産限定Special Editionとも同一
- 全曲 作詞：菅原卓郎、作曲：滝善充

1. 生命のワルツ [3:25]
滝がマネージャーに「高速道路を疾走している感じ」というお題を出してもらい、作曲された楽曲。
イントロのギターはギターを数本重ねて録音されている。滝一人が篭って作業をしていたため、他のメンバーですら何本ギターが重ねてあるか正確な本数を把握していない。
作詞において菅原は「これまでにはなかったことだが、メンバーに向けて書いた」と語っている。[1]
「ミュージックステーション」、「MUSIC JAPAN」の地上波音楽番組にも出演し、演奏を行った。
2. オマツリサワギニ [3:26]
2014年2月7日に日本武道館で開催した"10th Anniversary Live「O」"で初披露された楽曲。曲タイトル(オマツリサワギニ)の頭文字=「O」となっている。
3. EQ [3:07]
2014年2月8日に日本武道館で開催した"10th Anniversary Live「E」"で初披露された楽曲。曲タイトル(EQ)の頭文字=「E」となっている。
「EQ」とはイコライザーを指す。

- なお、『オマツリサワギニ』『EQ』とも、武道館での演奏時から歌詞が変更されている。

### DVD(完全生産限定Special Edition)
- 2014年9月7日～2014年9月9日にTSUTAYA O-EASTにて開催された【カオスの百年 vol.10】より、各日3曲ずつのライブ映像が収録されている。

(2014年9月7日)
1. Talking Machine
2. interceptor
3. Battle March

(2014年9月8日)
1. 生命のワルツ
2. Supernova
3. Vampiregirl

(2014年9月9日)
1. Punishment
2. Wanderland
3. sector